# ماغنوس اولسون
ماغنوس اولسون (بالسويدية: Magnus Olsson)‏ هو متسابق يخت سويدي، ولد في 4 يناير 1949 في حي مدينة بروما ‏ في السويد، وتوفي في 20 أبريل 2013.

## وصلات خارجية
- ماغنوس اولسون على موقع الاتحاد الدولي للملاحة الشراعية (موقع جديد) (الإنجليزية)
- ماغنوس اولسون على موقع الاتحاد الدولي للملاحة الشراعية (موقع قديم) (الإنجليزية)